# كريس ميلينديز
كريس ميلينديز (بالإنجليزية: Chris Melendez)‏ هو مصارع محترف أمريكي، ولد في 13 يونيو 1987 في نيويورك في الولايات المتحدة.

## وصلات خارجية
- كريس ميلينديز على موقع CageMatch worker (الإنجليزية)
- كريس ميلينديز على موقع قاعدة بيانات المصارعة على الإنترنت (الإنجليزية)
- كريس ميلينديز على موقع عالم المصارعة على الإنترنت (الإنجليزية)
- كريس ميلينديز على موقع عالم المصارعة على الإنترنت (الإنجليزية)